# Tyrannos (Rhetor)
Tyrannos war ein griechischer spätantiker Rhetor des 4. oder 5. Jahrhunderts. Er verfasste ein Werk über Deklamation. Wenige Fragmente sind erhalten.